# اوستا قنبر
اوستا قنبر قره‌باغی (ترکی آذربایجانی: Usta Qəmbər Qarabağı؛ دهه ۱۸۲۰ – ۱۹۰۵) نقاش تزئینی آذربایجانی، مؤلف نقاشی‌های تزئینی برجسته با چسب‌رنگ در نمای داخلی کاخ خانان شکی، در خانه‌های «رستمف»، «صفی‌بیگ» و مهماندارف در شهر شوشی بود.

## زندگی‌نامه
اوستا قنبر قره‌باغی در سال ۱۸۳۰ در شهر شوشی چشم به جهان گشود. وی به عنوان معمار و نقاش در خاورمیانه آوازه فراوانی داشت. اوستا قنبر قره‌باغی دو پسری به اسامی «نوروز» و «شکر» داشت، که دومی حرفه پدرش را ادامه داد. در شال ۱۹۰۶ در شهر شوشی دیده بر جهان فروبست.

## فعالیت‌های هنری
سنت‌های ملی نقاشی دیواری که یکی از ارزشمندترین میراث هنر آذربایجانی به شما می‌رود، از جایگاه عمده‌ای در خلاقیت هنری اوستا قنبر قره‌باغی برخوردار بود. نقاش تصاویری از حیوانات و موجودات خیالی را بر روی تزئینات منشعب گل‌ها و گیاهان می‌کشید. این نقاشی‌ها ظرافت دیوار را از بین نمی‌برد، برعکس، جزئیات زبایی و شیوایی معماری آن را برجسته تر می‌کرد.
آثار بعدی قنبر قره‌باغی، ضمن صیانت از سبک و سیاق نقاشی‌های تزئینی باستانی، ظهور ویژگی‌های واقع گرایانه در جلوه نقوش گرافیکی متفاوت را از خود نشان می‌دهند.
نقشی مصور شده توسط وی در خانه مهماندارف‌ها در شهر شوشی که در آن تصویر یک آهو و یک درخت انار به لحاظ روش برجسته سازی نقاشی، متمایز و منحصر به فرد است، مشهورترین اثر این هنرمند است. قنبر قره‌باغی هم با بهره‌مندی از طرح‌های متعارف توسعه‌یافته قبلی نقاشی و هم مشاهدات عینی لحظه‌ای به تصویرسازی می‌پرداخت.

## نگارخانه

تعدادی از نقاشی‌های دیواری قنبر قره‌باغی در کاخ خانان شکی
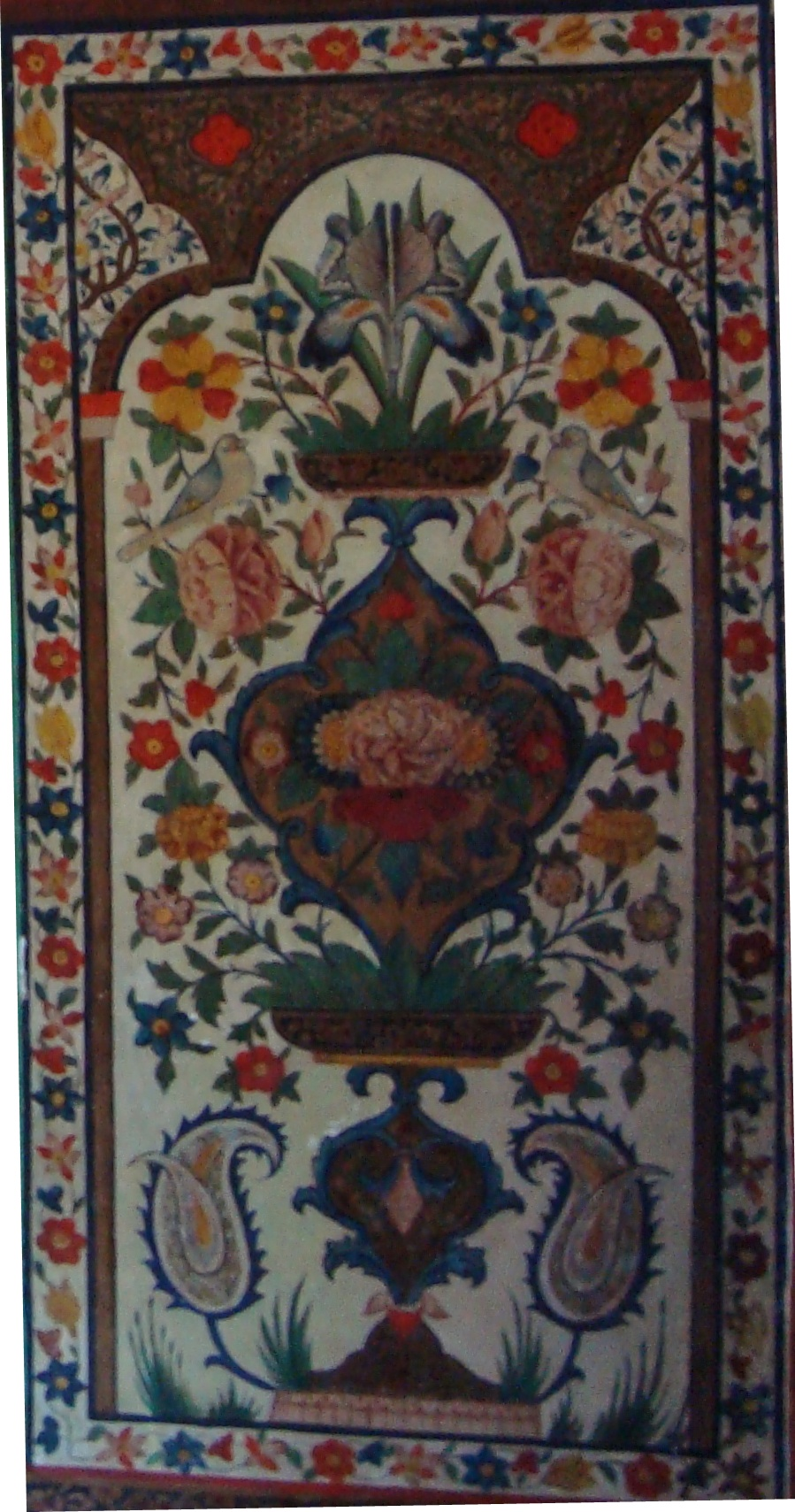
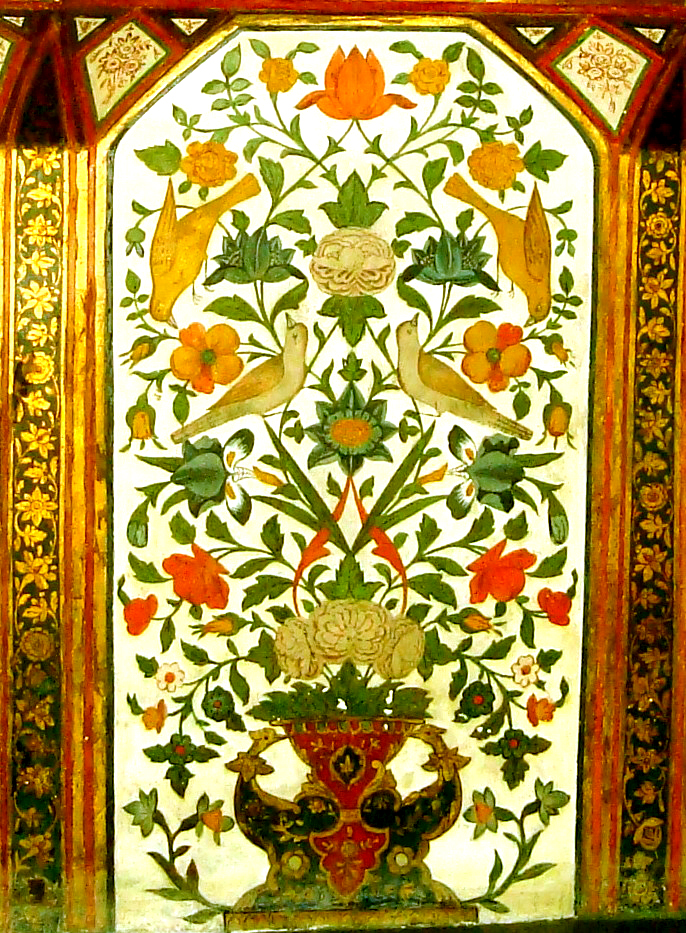
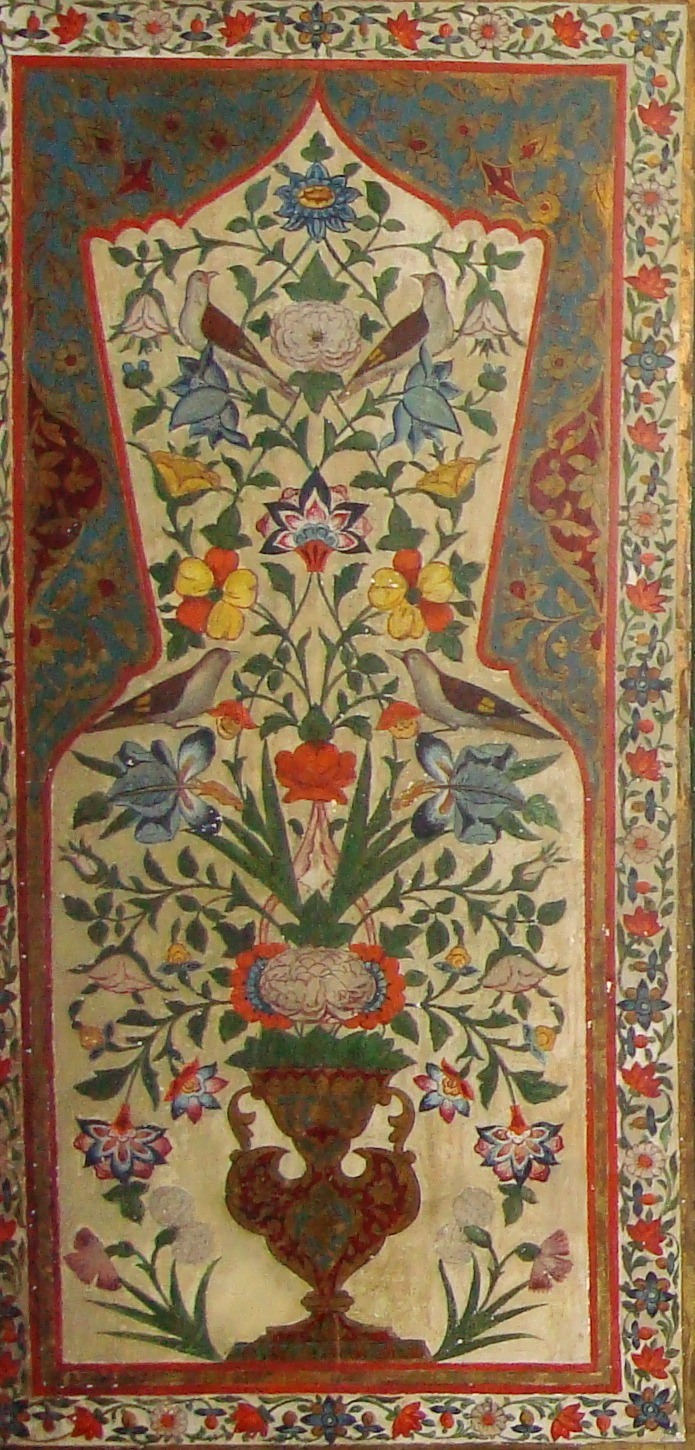
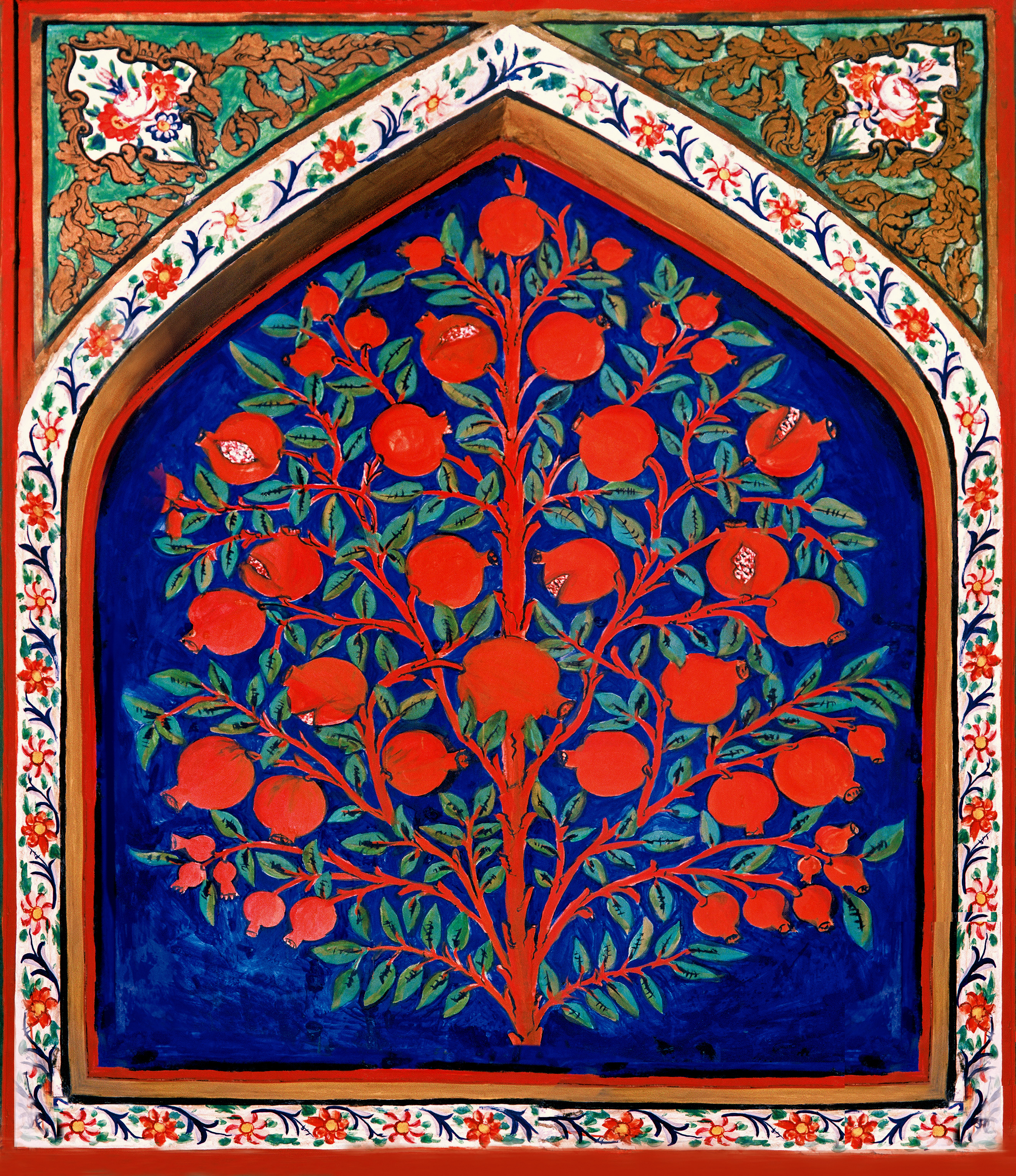
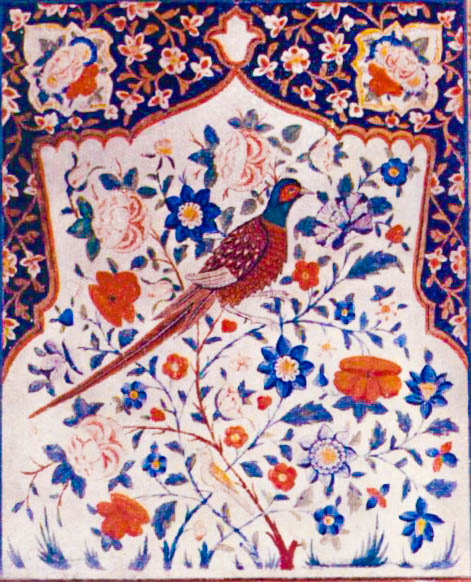
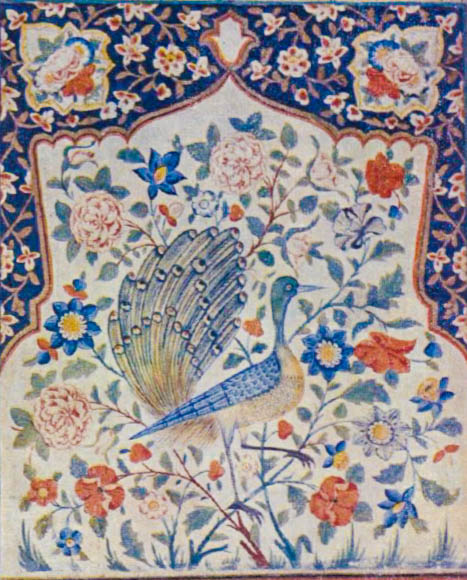
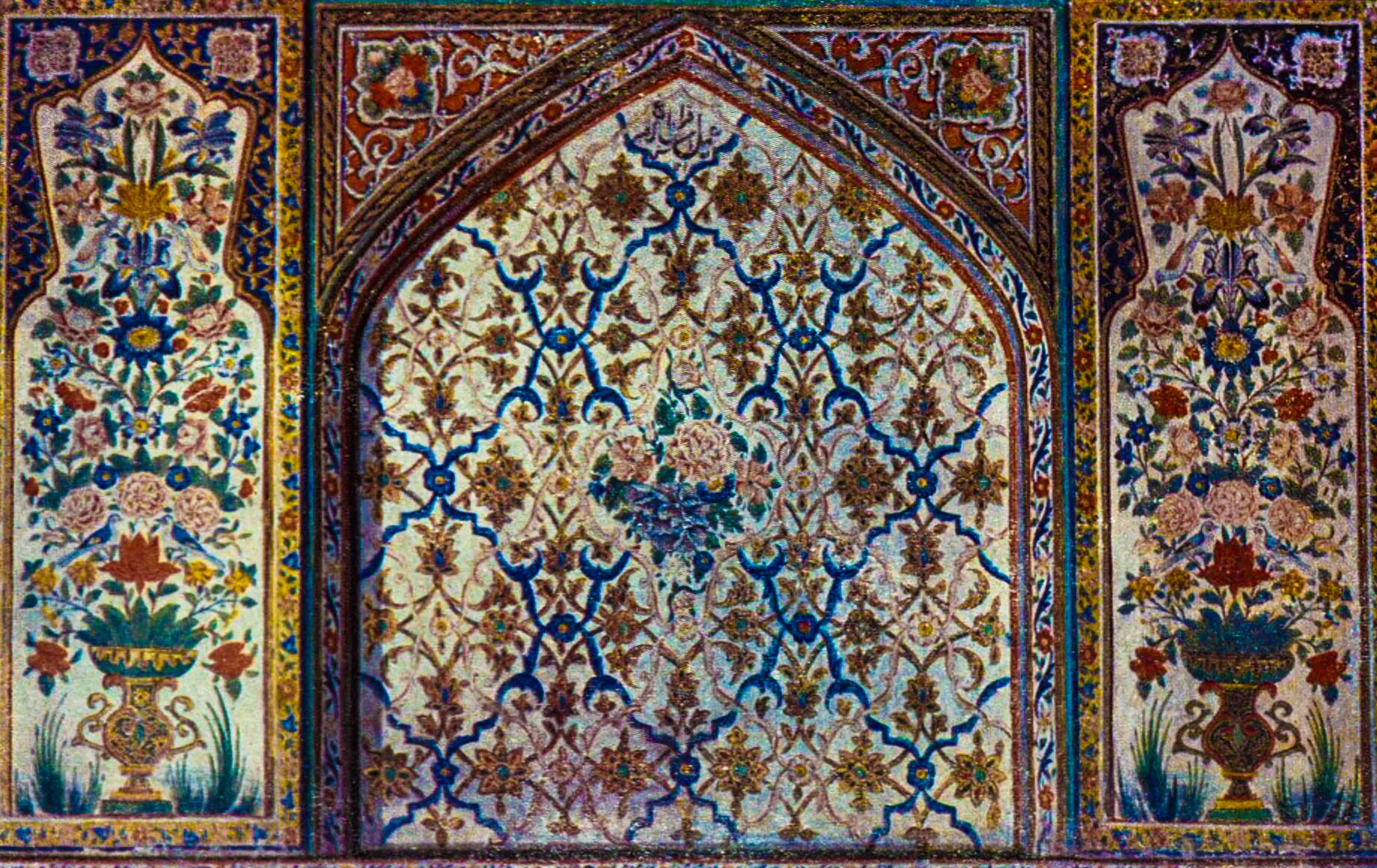
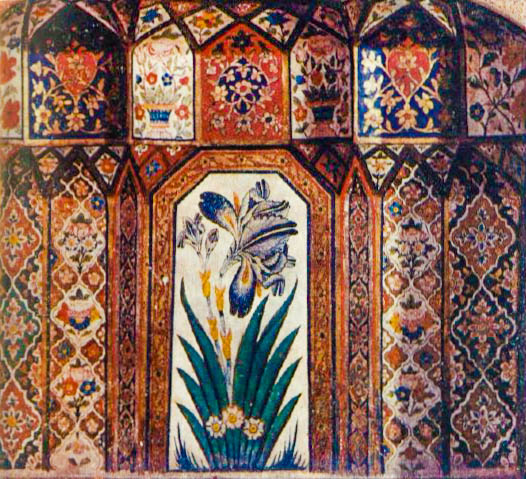